# P.S. I miss you
「P.S. I miss you」（ピー・エス アイ・ミス・ユー）は、高橋洋子の本格的なソロ・デビューシングル。1991年12月11日にキティレコードから発売された。

## 概要
- 1991年に放送されたテレビドラマ『逢いたい時にあなたはいない…』の挿入歌として製作されたが[1]、番組のディレクターの「フランス語が良かった」という発言によって[1]、ドラマの挿入歌として使用されることは無かった[1]。その為、ドラマのイメージソングという扱いになった[2]。
- 3曲目にドラマのBGMとして実際に使用された、この曲のピアノのインスト曲が収録されている[1]。
- このシングルが発売される2ヶ月前にシングル「おかえり」（フジテレビ系テレビドラマ『ママたちの受験戦争』主題歌）が発売された。高橋洋子は、現在「おかえり」を「初のソロCD」、「P.S. I miss you」を「本格的なソロ・デビュー作」と位置づけている[1]。
- 作詞を担当した柚木美祐にとってもデビュー曲である[3]。
- ジャケット写真は高橋本人の写真を使用する予定であったが撮影が間に合わず、時計の写真がジャケット写真となった[4]。

## 収録曲
（全作曲：渡辺博也）
1. P.S. I miss you [4:50]
作詞：柚木美祐、編曲：鳥山雄司
  - フジテレビ系連続テレビドラマ『逢いたい時にあなたはいない…』イメージソング
2. P.S. I miss you (英語ヴァージョン) [4:50]
作詞：秋吉満ちる、編曲：鳥山雄司
3. P.S. I miss you (ピアノヴァージョン) [2:55]
編曲：渡辺博也、ピアノ伴奏：井川雅幸

## 収録アルバム
| バージョン       | 収録アルバム                                                                 | 発売日         | 規格品番   | トラック番号 |
| ---------------- | ---------------------------------------------------------------------------- | -------------- | ---------- | ------------ |
| （原曲）         | 『BEST PIECES』                                                              | 1996年1月25日  | KTCR-1359  | #10          |
| （原曲）         | 『フォーク&ニューミュージック・ヒストリーVol.2 ユニバーサル ミュージック篇』 | 1999年11月3日  | POCH-1872  | #11          |
| （原曲）         | 『スーパー・バリュー 高橋洋子』                                              | 2001年12月19日 | UMCK-8005  | #5           |
| （原曲）         | 『GOLDEN☆BEST 高橋洋子』                                                     | 2004年2月25日  | UICZ-6055  | #15          |
| （原曲）         | 『高橋洋子 ベスト10』                                                        | 2007年1月17日  | UPCY-9080  | #1           |
| （原曲）         | 『PURE LOVE』                                                                | 2007年6月20日  | UICZ-8026  | #14          |
| （原曲）         | 『エッセンシャル・ベスト 高橋洋子』                                          | 2007年12月19日 | UPCY-9143  | #1           |
| （原曲）         | 『高橋洋子 ベストセレクション』                                              | 2008年11月7日  | TRUE-1004  | #14          |
| （原曲）         | 『胸キュン90's 〜あの頃、わたしの恋の唄〜』                                  | 2011年4月20日  | AVCD-38254 | Disc2-#13    |
| （原曲）         | 『KITTY CONNECTION 20th century VOL.2』                                      | 2013年7月10日  | KTCD-1014  | #12          |
| （原曲）         | 『誰にも言えない恋のうた』                                                   | 2015年9月16日  | UICZ-8169  | #13          |
| Album Version    | 『ピチカート』                                                               | 1992年10月21日 | KTCR-1190  | #5           |
| 英語ヴァージョン | 『BEST PIECES II』                                                           | 1999年2月24日  | KTCR-1626  | #1           |

## カバー
| アーティスト | 収録アルバム | 発売日         | 規格品番   | 発売元       | トラック番号 |
| ------------ | ------------ | -------------- | ---------- | ------------ | ------------ |
| 普天間かおり | 『Mellow』   | 2014年12月24日 | TECG-32102 | タクミノート | #3           |